# Tronto
Tronto je řeka na východě Itálie, dlouhá 115 km. Pramení v pohoří Monti della Laga nedaleko města Amatrice a protéká italskými regiony Lazio, Marche a Abruzzo, ústí do Jaderského moře jižně od známého letoviska San Benedetto del Tronto na Palmové riviéře. Protéká městy Arquata del Tronto, Ascoli Piceno (zde se do ní vlévá zprava její nejdelší přítok Castellano), Castel di Lama a Colonnella. Horní tok je díky svému spádu využíván k výrobě elektrické energie, na dolním toku řeka meandruje a vytváří úrodné a hustě zalidněné údolí, v bažinách při jejím ústí do moře byla vyhlášena přírodní rezervace Sentina.
Řeka byla ve starověku známá pod latinským názvem Truentum („prudký proud“, z praindoevropského základu drem-, „běžet“), po jejím břehu vedla významná dopravní tepna Via Salaria. Od 12. století do období risorgimenta tvořila přirozenou hranici mezi Papežským státem a Královstvím obojí Sicílie. Podle řeky byl pojmenován Departement Tronto, správní jednotka Itálie pod Napoleonovou vládou 1808–1814.